# Colton Haynes
Colton Lee Haynes (* 13. července 1988 Wichita, Kansas, USA) je americký herec a model, známý zejména díky televizním rolím Jacksona Whittemorea v seriálu Vlčí mládě (2011–2012) a Roye Harpera v seriálu Arrow (2013–2020).

## Dětství
Vyrostl na strýcově farmě v malé obci Andale v americkém Kansasu, spolu s dalšími pěti sourozenci. Jeho matka je Dana Denise Mitchellová. Otec William Clayton Haynes zemřel ve svých 63 letech 16. září 2004 a zanechal kromě Coltona ještě jeho bratry Williama mladšího, Joshuu a Clintona a dále nejstarší sestru Julii Heldovou. V té době již byl ženat s další manželkou Carol. Coltonův bratr Joshua později uzavřel sňatek s partnerem Scottem Culleym a společně vychovávají dceru.
Po úvodních letech v Kansasu se Colton Haynes na pět let přestěhoval do Arkansasu, na dalších pět let do Nového Mexika a pak zpět do Kansasu, kde zůstal do středoškolského druhého ročníku (na Andale High School). Bydlel se sestrou, která byla v armádě. A pak se znovu stěhoval na Floridu (tam studoval na Navarre High School) a na rok a půl do Texasu, kde střední školu dokončil (na Samuel Clemens High School ve městě Schertz).

## Modeling
V 15 letech podepsal smlouvu s newyorskou modelingovou agenturou DNA Model Management. Jeho prvním velkým úspěchem v této branži se stala spolupráce s fotografem Brucem Weberem pro módní značku Abercrombie & Fitch. Další práce obnášely např. reklamní kampaně „Verizon Print 08“ a „Kira Plastinina“, televizní reklamu pro Ralpha Laurena a značku J. C. Penney, různá vydání časopisů Teen Vogue, Arena Vogue Homme International, Seventeen, Men's Health, Elle, V Magazine nebo gay magazín XY.
V roce 2011 a znovu na jaře 2014 se opět vrátil ke značce Abercrombie & Fitch a v létě 2014 přidal také práci pro značku Diesel.
Objevil se i ve videoklipu kapely My Chemical Romance k písni I Don't Love You z roku 2007. Později následovaly i klipy k písním Leony Lewisové Trouble (2012) a Victorie Justice Gold (2013).

## Herecká kariéra
Kolem svých 17 let se přestěhoval do Los Angeles a dostal malý „štěk“ ve filmu Transformers (2007), kde hrál kluka z kavárny, ale z výsledného filmu byla jeho replika vystřižena. Následovalo ještě několik epizodních rolí v televizních seriálech jako Brandon Fox v Kriminálce Miami (2007, 4. díl 6. řady: Bum prásk, teď dlužíš ty), Alexander ve Smetánce (2008, 5. díl 1. řady: All About Friends and Family), Ares Kostopolous v Řekni, kdo tě zabil (2008, 4. díl 2. řady: Přítelníci) či Jessie Roberts v obnovené verzi Melrose Place (2009, 8. díl 1. řady: Gower).
Tak jako se jeho budoucí kolega Tyler Posey hlásil do konkurzu na úlohu Jacoba pro filmovou sérii Stmívání, i on v roce 2007 usiloval o roli Edwarda Cullena, kterou nakonec dostal Robert Pattinson. Neúspěšně se hlásil také do obsazení seriálu Glee.
Výraznější role přišly v roce 2010 ve dvou seriálech: vlkodlačí teenager Brett Crezski v 13 dílech letního seriálu televize ABC Za branou (The Gates) a Shane v 11 dílech poněkud voyerského seriálu televize Showtime ve stylu reality show Pod dohledem (Look). Oba seriály měly krátkého trvání a po první řadě již nebyly prodlouženy.

### Vlčí mládě

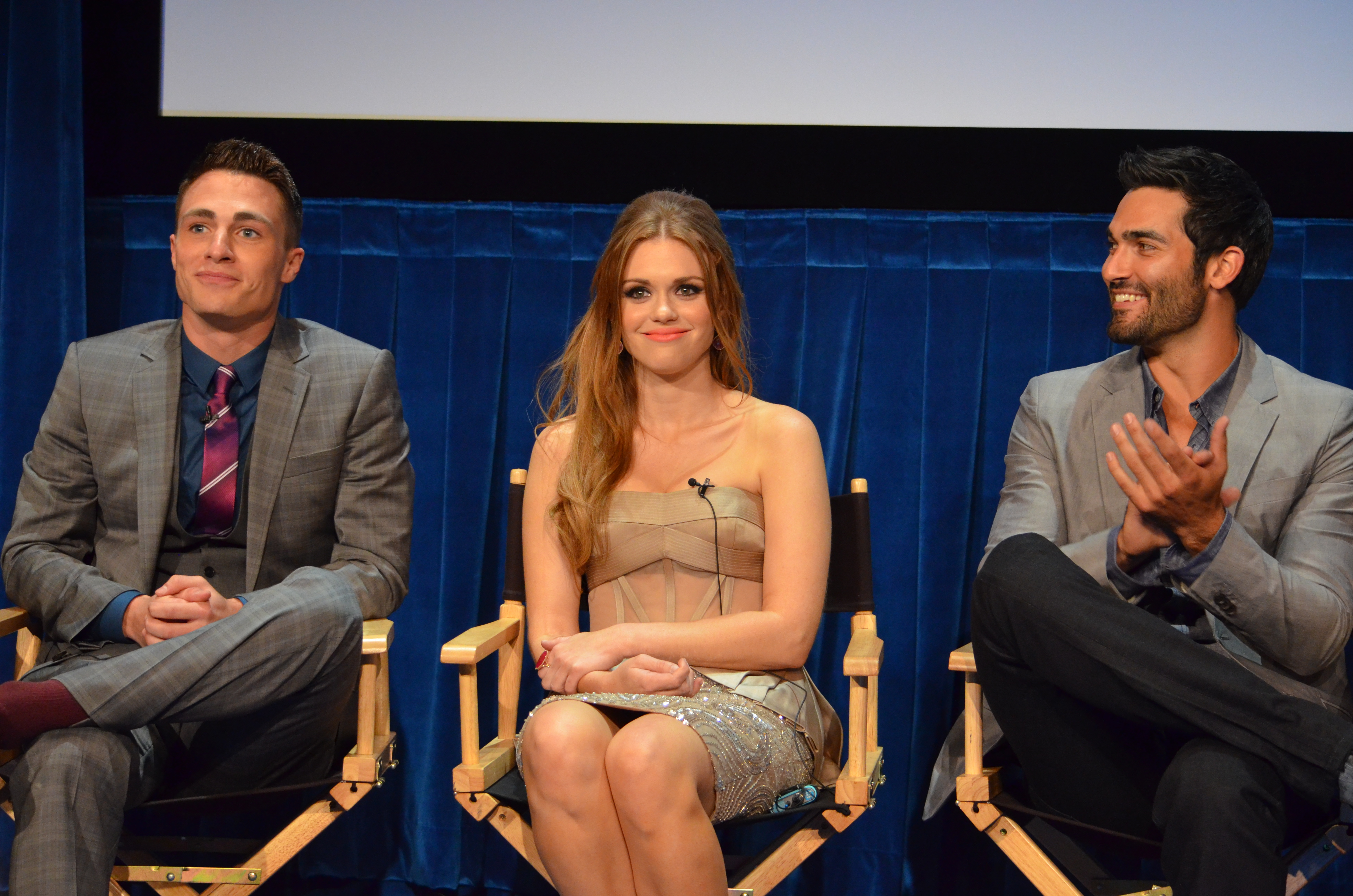
Colton Haynes s Holland Rodenovou a Tylerem Hoechlinem při debatě k Vlčímu mláděti (2012)

A pak se dostavil úspěch v jedné z hlavních rolí seriálu televize MTV Vlčí mládě (Teen Wolf), vysílaném od roku 2011. Haynes ztvárnil Jacksona Whittemorea, jenž je spolužákem ústředního hrdiny Scotta McCalla (v podání zmíněného Tylera Poseyho) a jeho lakrosovým spoluhráčem, cítí se jím ohrožován na své týmové dominanci, a tak se stává jeho protivníkem. V druhé řadě seriálu se navíc promění v nebezpečné monstrum zvané Kanima. Haynes v rozhovoru pro The Hollywood Reporter vypověděl, že kvůli alergii na silikon bylo pro něj obtížné v druhé řadě seriálu podstupovat maskování. V říjnu 2012 bylo ohlášeno, že Haynes produkci seriálu opouští a od začátku třetí řady byla jeho postava ze scénáře vyškrtnuta. Následně také bylo zveřejněno, že podepsal smlouvu s produkcí jiného seriálu. Přesto se ještě v květnu 2014 vyskytly spekulace, že by se mohl se svojí postavou znovu objevit v průběhu 4. řady seriálu, která se měla začít vysílat od 23. června téhož roku.

### Arrow
Tím novým seriálem se ukázal být dobrodružný krimi seriál televize CW Arrow, adaptující klasický komiks Green Arrow. Jeho natáčení probíhalo ve Vancouveru. Seriál byl vysílán od 10. října 2012 a Haynes se v něm objevil poprvé od 20. února následujícího roku, v 16. dílu nazvaném Dodger. Ztvárnil úlohu Roye Harpera, pohledného mladíka a zlodějíčka, který zkříží cestu Oliverově sestře Theji. Od druhé řady byla jeho postava zařazena mezi stabilní osazenstvo seriálu. Spolu s ním se do základní sestavy dostala i Emily Bett Rickardsová v roli Felicity Smoakové. Na jaře 2015 bylo oznámeno, že po vypršení dvouleté smlouvy se má Haynesova postava Roy Harper stáhnout z hlavního osazenstva seriálu. Neměla by však skončit úmrtím a tvůrci nevyloučili její možný návrat nebo občasný výskyt ani v dalším pokračování samotného seriálu, v jeho dceřiném seriálu The Flash nebo v nově zvažovaném dalším spin-offu Legends of Tomorrow. VV dubnu 2018 byla oznámeno, že se znovu objeví v hlavní roli sedmé řady seriálu. 

### Další účinkování
V dubnu 2014 ohlásilo studio New Line účast Coltona Haynese na filmu San Andreas režiséra Brada Peytona. Akční katastrofický snímek o pilotech záchranářských helikoptér při zemětřesení 9. stupně na území Kalifornie s Dwaynem Johnsonem, Paulem Giamattim, Carlou Guginovou a Alexandrou Daddariovou v hlavních rolích byl ohlášen k premiéře původně na 5. června a posléze přesunut na 29. května 2015. Kritika filmu vyčítala předvídatelný děj, nerealisticky velkolepé vyobrazení katastrofických scén nebo „hloupé“ dialogy, ale tržby ze vstupného na domácím trhu dosáhly za první víkend nadočekávání vysoké částky 53,2 milionu dolarů a dalších 60 milionů přidali diváci z dalších 60 kinematografických trhů. Haynes zde měl drobnou roli Jobyho, mladého nováčka v elitním týmu záchranářů.
V roce 2017 se připojil k obsazení seriálu American Horror Story: Cult. .

## Filmografie

### Film
| Rok  | Název                              | Role                    | Poznámky              |
| ---- | ---------------------------------- | ----------------------- | --------------------- |
| 2007 | Transformers                       | dítě v kavárně          | neuveden v titulcích  |
| 2011 | Yearbook                           | Carl Mccormick          | krátkometrážní film   |
| 2011 | Charlie Brown: Blockhead's Revenge | Linus van Pelt          | krátkometrážní film   |
| 2015 | San Andreas                        | Joby O'Leary            |                       |
| 2017 | Grannie                            | Oliver "Daddy" Warbucks | krátkometrážní film   |
| 2017 | Holky na tahu                      | pravý Scotty            |                       |
| 2018 | Já, Simon                          | Kevin                   | scéna byla vystřižena |
| 2018 | Bigger                             | Jack LaLanne            |                       |
| 2019 | Stucco                             | O                       | krátkometrážní film   |
| —    | Triumph                            | Jeff                    |                       |

### Televize
| Rok                  | Název                        | Role               | Poznámky                                                                                                |
| -------------------- | ---------------------------- | ------------------ | --- |
| 2007                 | Kriminálka Miami             | Brandon Fox        | díl: „Bum prásk, teď dlužíš ty“                                                                         |
| 2008                 | Smetánka                     | Alexander          | díl: „All About Friends and Family“                                                                     |
| 2008                 | Řekni, kdo tě zabil          | Ares Kostopolous   | díl: „Přítelníci“                                                                                       |
| 2009                 | Stále a navždy               | Scott Holland      | TV film                                                                                                 |
| 2009                 | Melrose Place                | Jessie Roberts     | díl: „Gower“                                                                                            |
| 2010                 | Za branou                    | Brett Crezski      | hlavní role, 11 dílů                                                                                    |
| 2010                 | Pod dohledem                 | Shane              | hlavní role, 11 dílů                                                                                    |
| 2011–2012, 2017      | Vlčí mládě                   | Jackson Whittemore | hlavní role (1.–2. řada), host (6. řada), 25 dílů                                                       |
| 2011                 | The Nine Lives of Chloe King | Kai                | díl: „Dogs of War“                                                                                      |
| 2013–2016, 2018–2020 | Arrow                        | Roy Harper/Arsenal | vedlejší role (1. řada, 8. řada), hlavní role (2.–3. řada, 7. řada–dosud), host (4. a 6. řada), 80 dílů |
| 2016                 | The Grinder                  | Luke Grinder       | 2 díly                                                                                                  |
| 2016                 | Scream Queens                | Tyler              | 2 díly                                                                                                  |
| 2017                 | American Horror Story: Cult  | detektiv Samuels   | vedlejší role, 6 dílů                                                                                   |

### Videohry
| Rok  | Název                   | Role        | Poznámky |
| ---- | ----------------------- | ----------- | -------- |
| 2016 | Marvel Avengers Academy | Thor (hlas) |          |

### Hudební videoklipy
| Rok  | Název              | Umělec              |
| ---- | ------------------ | ------------------- |
| 2007 | „I Don't Love You“ | My Chemical Romance |
| 2012 | „Trouble“          | Leona Lewis         |
| 2013 | „Gold“             | Victoria Justice    |
| 2014 | „Honey, I'm Good.“ | Andy Grammer        |